# أبو الخير الإشبيلي
أبو الخير الإشبيلي، المعروف أيضا باسم أبي الخير الأندلسي والملقب باسم "الشجّار"، عالم بالزراعة، من أبناء إشبيلية، عاش في القرن الخامس الهجري. كان يقوم بتجارب زراعية عديدة في ضواحي إشبيلية، وبدراسات تناولت عدداً من النباتات كالأشجار المثمرة، والكرمة، ونبات الحدائق، والغابات، ووضع نتيجة ذلك (كتاب في الفلاحة). ولا يعرف هذا الكتاب إلا ببضع نسخ، منها واحدة في المكتبة الوطنية بباريس، وواحدة في جامع الزيتونة بتونس. وقد درسه هنري بيريس وأعدّ له طبعة مع ترجمة فرنسية وحواشٍ، ونشر خلاصة تصميمه في (دائرة المعارف الإسلامية).
له أيضا كتاب عمدة الطبيب في معرفة النبات لكل لبيب.